# Saussurea discolor
Saussurea discolor là một loài thực vật có hoa trong họ Cúc. Loài này được (Willd.) DC. miêu tả khoa học đầu tiên năm 1810.